# Joseph Anton Schneiderfranken

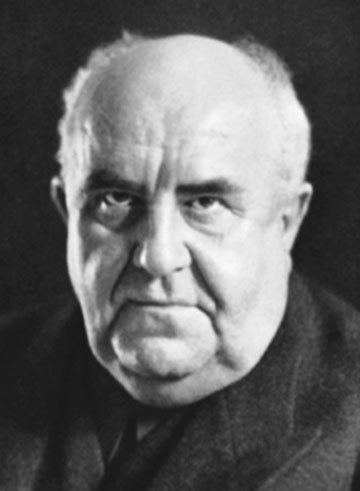
Joseph Anton Schneiderfranken 1935.

Joseph Anton Schneiderfranken eller Bô Yin Râ, född 25 november 1876 i Aschaffenburg, död 14 februari 1943, var en tysk andlig lärare och målare. Genom Boken om den levande Guden och ett 30-tal andra skrifter hävdade att människan kan nå full andlig upplysning utan att tillhöra något trossamfund. Hans lära har gnostiska och dualistiska drag eftersom han drar en klar skiljelinje mellan ande och materia, och ofta skriver om "fallet" från andens till den fysiska materiens värld.
Schneiderfranken skrev 40 böcker och målade nära 200 tavlor. Hans böcker har fått störst spridning i de tysktalande länderna, och har översatts till flera språk.

## Biografi

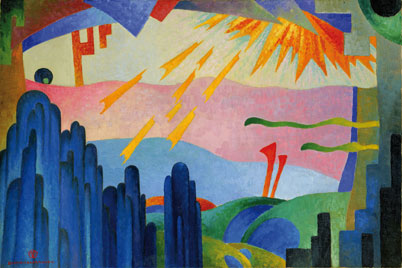
In Principio Erat Verbum, målning av Schneiderfranken.

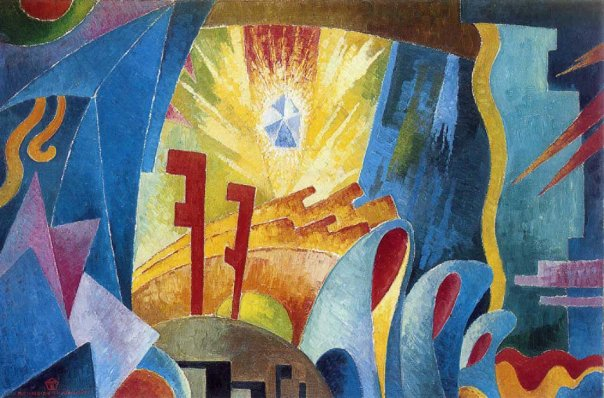
Te Deum Laudamus, målning av Schneiderfranken.

Schneiderfranken föddes i staden Aschaffenburg, som ligger nära Frankfurt am Main. Han började tidigt intressera sig för måleri och studerade tre 
terminer vid Städelsches Kunstinstitut i Frankfurt under perioden 1892–1895, och arbetade därefter i konststudion vid stadsteatern i Frankfurt. Han antogs därefter som elev hos Hans Thoma, där han tillbringade ett och ett halvt år. Han tog examen från Städelsches Kunstinstitut 1899 efter att ha undervisats av Wilhelm Amandus Beer. 1900–1901 fortsatte han sin utbildning vid Akademie der bildenden Künste Wien under Christian Griepenkerl. Sommaren 1902 var han vid Académie Julian i Paris, hos Tony Robert-Fleury och Jules Joseph Lefebvre. 1903 var han åter vid akademien i Wien för studier. Som konstnär påverkades Schneiderfranken också av bland andra Fritz Boehle och Max Klinger.
1904 till 1908 hade Schneiderfranken studior i Berlin och Karlshorst, och 1909 till 1912 i München.
1912–1913 reste han i Grekland, och denna period kom att få en stor betydelse, eftersom han kommit att bli alltmer andligt sökande. Under tiden i Grekland målade han många landskapsmålningar och påbörjade manuskript till flera böcker (de första i Hortus Conclusus-serien) som sedan publicerades i rask följd. Från denna tid publicerade han kontinuerligt nya böcker.
Från 1913 till 1915 var han åter verksam i München och 1916 var han i Berlin. I november 1916 kallades han in till militärtjänstgöring under första världskriget. Han stationerades först i Königsberg i Ostpreussen och överfördes våren 1917 till Görlitz i Silesien, där han var tolk för internerade grekiskfödda personer och skrev medicinska rapporter om patienter i det sjukhem som fanns där.
Efter kriget, fram till våren 1923, var Schneiderfranken fortsatt bosatt i Görlitz. 1919 kom den första upplagan av Boken om den levande Guden (original titel Das Buch vom lebendigen Gott) ut, den bok som är det centrala verket i Hortus Conclusus-serien. Detta var den första bok där han skrev sitt namn som Bô Yin Râ och boken hade ett förord av Gustav Meyrink, vars bok Golem (Der Golem, 1915) hade nått stora framgångar. 1920 grundade han Jakob Böhme-sällskapet, uppkallat efter mystikern och filosofen Jakob Böhme (1575–1624), som hade bott i Görlitz från 1599 till sin död.
1923 lämnade han och hans familj Tyskland och flyttade till Schweiz, där han först bosatte sig i Horgen vid Zürichsjön och 1925 flyttade till Massagno i Lugano, där han levde fram till sin död 1943.
När han var i 30-årsåldern blev hans andliga sökande alltmer dominerande, och han skriver också att han genomgått en andlig skolning. Efter en vistelse i Grekland 1913 publicerade han under namnet Bô Yin Râ sin första bok i det som skulle bli hans lära. Därefter gav han ut ett 30-tal böcker och skrifter på temat att alla stora religioner har ett gemensamt ursprung, och detta ursprung finns förborgat inom varje människa. Människan kan sträva efter att hennes jag eller själ blir ett med Guden, och kan få hjälp med detta av andliga lärare vars namn och vistelseorter är okända.

## Läror

### Dolda väktare och synliga verkare
Bô Yin Râ menar att det andliga ljuset kommer från öster, men inte i form av färdiga religioner som buddhismen, hinduismen eller jainismen, vilka han ser som sentida konstruktioner i mänsklighetens andliga historia. Enligt Bô Yin Râ finns ett antal odödliga dolda väktare, vilka han även benämner "De av urljuset lysande". Dessa urgamla finns gömda någonstans "mitt i Asien" bland jordens högsta berg. De består av ren andlig substans eftersom de aldrig fallit till den fysiska materiens värld och som människorna förenats med en kropp som liknar djurens. De dolda väktarna vakar över den andliga skatt som människan ägde före fallet till den fysiska materiens värld. Denna skatt finns i det i övrigt bara förvrängda rester kvar av i form av sägner, folkberättelser och sagor.
De dolda väktarna skapar makt åt en grupp som "handlar till jordmänsklighetens väl", en grupp som Bô Yin Râ benämner "synliga verkare", och ibland, något motvilligt, "Den vita logen". Dessa är andliga söner och bröder till väktarna som den andliga lagen bestämt att bli synliga verkare. Dessa bildar "andliga strålningscentra" där det behövs. De synliga verkarna lever i hemlighet mitt ibland oss och kan finnas på skolor, arbetsplatser, i bostadsområden och till och med i en familj där de agerar som "andliga hjälpare". Hjälparna finner människor som de kan ledsaga andligt; det spelar ingen roll om dessa människor tillhör något trossamfund eller inte, utan det väsentliga är att de är mottagliga för andlig hjälp. De människor som ledsagas andligt är oftast omedvetna om den process där de blir hjälpta att "ta emot sin Gud inom sig". Bô Yin Râ skriver att det har hänt att hela folk har stått under de synliga verkarnas inflytande.
Ibland tas människor som hjälpts till att "ta emot sin Gud inom sig" i kretsen av de andliga hjälparna och de synliga verkarna, det vill säga i den vita logen.

### Andliga celler
Det finns bara en Gud, men i Bô Yin Râs universum uppenbarar sig det gudomliga endast i den enskildes form. Andra "uppvaknade" ser samma gudom, men formad efter sin bild.
Bô Yin Râ rekommenderar att den sökande människan bildar en andlig cell tillsammans med en eller två likasinnade människor. En andlig cell får inte bestå av mer än tre individer. Dessa celler kan visserligen ha kontakt med andra celler, men trossamfund med regler och ritualer måste undvikas. 
I varje människa verkar, enligt Bô Yin Râ, många "själskrafter" som en gång verkat i andra människor före hennes jordetid. Det ideala är om en människa redan under jordelivet lyckas förena sina själskrafter och därmed förena sig med sin Gud. När människans kropp dör går de så kallade "själskrafter" som människan lyckats ena med henne till tillvaron efter döden. I detta andens liv fortsätter människan sin väg mot enande med Gud. När en människa dör lämnar hon i regel således också kvar ett antal själskrafter som kommer att söka sig till levande människor för sin verksamhet. I vissa fall kan människor även återfödas till ett nytt liv på jorden: de mycket onda, de som tagit sitt liv och de som levt ett alltför kort liv för att ha haft någon möjlighet att förena sina själskrafter.  